# Colletes glaber
Colletes glaber är en biart som beskrevs av Warncke 1978. Colletes glaber ingår i släktet sidenbin, och familjen korttungebin. Inga underarter finns listade i Catalogue of Life.